# یونکرس یو ۳۹۰
یونکرس یو ۳۹۰ (به آلمانی: Junkers Ju 390) یک هواگرد شش‌موتوره ساخت شرکت یونکرس در آلمان بود که بر مبنای یونکرس یو ۲۹۰، به عنوان هواگرد ترابری، شناسایی و بمب‌افکن دور برد برای لوفت‌وافه طراحی شد.